# Relaciones Chile-República de China
Las relaciones entre Chile y Taiwán o relaciones chileno-taiwanesas hacen referencia a las históricas y presentes relaciones bilaterales entre Chile y la República de China o Taiwán. Ambos países de la cuenca del Pacífico pertenecen a la APEC.

## Panorama general
Al igual que la mayoría de los estados en el mundo, Chile se adhiere a la política de Una sola China, por lo tanto, no reconoce a Taiwán como un país, sino que solo reconoce a la China comunista como la única entidad. Sin embargo, no impide que dos naciones trabajen juntas, debido a que ambos países son técnicamente democráticos, con un desempeño económico fuerte y aliados de los Estados Unidos. Ambos instan a extender su cooperación juntos.

## Historia
Se pudo rastrear a los pueblos indígenas de Chile para compartir bienes culturales comunes con los aborígenes taiwaneses por sus herencias austronesias.
Las relaciones bilaterales fueron establecidas mediante un Tratado de Amistad firmado el 18 de febrero de 1915, y en 1949, después de la guerra civil china, Chile reconoció formalmente a Taiwán (en ese entonces Isla de Formosa) como la verdadera y legítima representante de la República de China hasta noviembre de 1970, cuando el gobierno de Salvador Allende reconoció a la China comunista.
En marzo de 1975, en plena dictadura militar de Augusto Pinochet, Chile y Taiwán restablecieron relaciones de manera no oficial, Santiago de Chile estableció un consulado de Taiwán en Chile, mientras Taipéi hizo lo suyo con una Oficina Representativa y Cultural de Chile en Taiwán. Ya para esa fecha, miles de taiwaneses llegaron a Chile en calidad de inmigrantes a trabajar. En enero del 2016, entró en vigencia el acuerdo de exención de visa entre Chile y Taiwán, para los chilenos y taiwaneses que viajen por un periodo máximo de 3 meses.

## Relaciones económicas
En la década de 1990, Chile y Taiwán comenzaron a expandir las relaciones comerciales, aunque no de manera espectacular, pero muy fuertes y en forma.
Ya en 2021, el intercambio comercial entre ambos países ascendía a los 2 424 millones de dólares estadounidenses, lo que supuso un crecimiento promedio anual de 11% en los últimos cinco años. Los principales productos exportados por Chile a Taiwán fueron cobre, pasta química de madera, cerezas dulces y manzanas frescas, mientras que Taiwán exporta principalmente aparatos audiovisuales, partes y accesorios de máquinas y gafas protectoras para el trabajo al país sudamericano.

## Misiones diplomáticas residentes
- Chile tiene una oficina comercial en Taipéi.[6]
- Taiwán tiene una oficina económica y cultural en Santiago de Chile.[7]